# Cattedrale del Sacramento
La cattedrale del Sacramento, nota anche come cattedrale delle Forze Armate (in spagnolo: Catedral del Sacramento o Catedral de las Fuerzas Armadas), si trova a Madrid, in Spagna, ed è la cattedrale dell'ordinariato militare in Spagna.

## Storia
La chiesa in origine faceva parte dell'antico monastero delle monache bernardine di Madrid, fondato nel 1615 da Cristóbal de Sandoval y Rojas, duca di Uceda, figlio del primo duca di Lerma, Francisco Gómez de Sandoval y Rojas, e favorito di re Filippo III.
La chiesa fu progettata a forma di croce latina dall'architetto Juan Gómez de Mora nel 1615, ma la costruzione iniziò nel 1671, mezzo secolo dopo la fondazione del monastero, a causa della disgrazia del favorito, e completata solo nel 1744.
Il convento fu demolito nel 1972. La chiesa dunque acquistata dal Ministero della Difesa della Spagna intorno al 1980 per ospitare l'Ordinariato militare in Spagna. Nel 1982 fu dichiarata Monumento Artistico Nazionale con regio decreto n° 3247/1982.

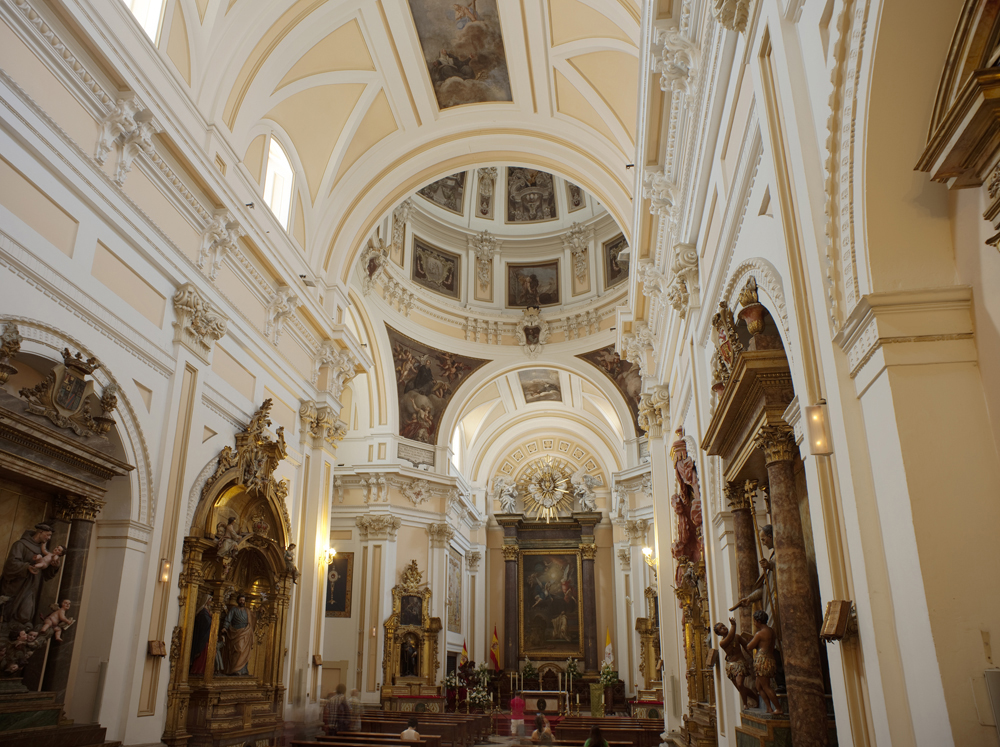
Interno